# Чуже ім'я
«Чуже ім'я» — радянський художній фільм 1966 року, знятий на кіностудії «Білорусьфільм».

## Сюжет
У придорожньому кафе зустрічаються Ольга і начальник автоколони Буткевич. Вони не бачилися з початку війни. У розмові з'ясовується, що в автоколоні працює чоловік з прізвищем Ільїн — першого чоловіка Ольги, якого вона вважає загиблим. Буткевич влаштовує їм зустріч. Ольга не впізнає його. Буткевич розповідає про дивне побачення свого приятеля — прокурору Глєбову. Незабаром з'ясується, що справжнє прізвище цієї людини Дробеня. Перед війною він був засуджений за крадіжку. Потім служив у штрафбаті, потрапив в полон, зустрівся з Ільїним в німецькій катівні…

## У ролях
- Юрій Саранцев — Ільїн, шофер автобази
- Євген Ташков — Микола Ілліч Глєбов, прокурор
- Володимир Балашов — Сергій Дмитрович Тюрін, слідчий прокуратури
- Клара Лучко — Ольга Павлова, вчителька
- Павло Панков — Василь Степанович Буткевич, директор автобази, довоєнний друг Ольги
- Олексій Сафонов — Віктор Полікарпович Ільїн, герой-партизан, чоловік Ольги
- Анна Дубровіна — Катя, дружина шофера Ільїна
- Альгімантас Масюліс — Йохан, капітан абверу
- Павло Кормунін — Михайло Павлов, другий чоловік Ольги, вчитель
- Олена Максимова — 'бабуся, ховала у себе різних людей, у тому числі і Ольгу, і Михайла Павлова
- Павло Молчанов — Олексій Петрович, командир партизанського загону
- Надія Самсонова — контролер в автобусі
- Борис Владомирський — Павло Федорович, старший лейтенант міліції
- Роман Філіппов — німець-конвоїр
- Володимир Карасьов — офіцер комендатури
- Костянтин Пельтцер — Борис Євгенович Соколов, зв'язковий розвідцентру
- Сергій Калінін — Рожков, рибалка, партизанський зв'язковий
- Раїса Павлова — Раїса Аронівна, ветеран аптеки

## Знімальна група
- Режисер — Йосип Шульман
- Сценаристи — Михайло Блейман, Арі Ваксер, Михайло Баран
- Оператор — Олег Авдєєв
- Композитор — Генріх Вагнер
- Художник — Володимир Бєлоусов